# David Coverdale
David Coverdale (Saltburn-by-the-Sea, 22 settembre 1951) è un cantante e produttore discografico britannico.
Dotato di una profonda e potente voce blues, si distingue dai vocalists più squillanti in voga sul finire degli anni '70 per la sua propensione alla melodia, affinando nel tempo il suo tipico stile definito whispers & screams costruito alternando fasi di dolci e sentimentali gorgheggi a graffianti e duri riffs quasi urlati, una sorta di miscela tra il cantato dolce di Paul Rodgers dei Bad Company e quello potente di Robert Plant dei Led Zeppelin.
Coverdale è salito alla ribalta per la prima volta dopo aver ricoperto il ruolo di cantante nei Deep Purple tra il tardo 1973 e il 1976. Successivamente ha intrapreso una carriera solista e fondato gli Whitesnake, il gruppo con cui ha ottenuto le sue maggiori fortune commerciali. Nel 1993 ha dato vita insieme al chitarrista Jimmy Page al breve progetto Coverdale•Page.
Il 18 aprile 2016 è stato introdotto nella Rock and Roll Hall of Fame come membro dei Deep Purple.

## Biografia
David Coverdale è nato il 22 settembre 1951 a Saltburn-by-the-Sea, un paese nella contea del North Yorkshire, in Inghilterra. Il suo interesse nei confronti della musica si è sviluppato molto presto. Intorno all'età di 14 anni, l'aspirante cantante ha iniziato ad esibirsi professionalmente e sviluppare la voce che lo ha reso famoso. «Non penso che la mia voce sia forzata» – ha spiegato in un'intervista a Sounds nel 1974 – «È stato quando ho imparato per la prima volta a cantare con il mio stomaco, che suona stupido, ma è totalmente diverso da una voce normale.» Coverdale ha iniziato la sua carriera come cantante nelle band locali Vintage 67 (1965-68), The Government (1968-72) e Fabulosa Brothers (1972-73).

## Carriera

### Deep Purple (1973-1976)
La sua storia nel mondo del rock ha dell'incredibile; quando passò da commesso in un negozio a Redcar (cittadina del Yorkshire) e cantante di gruppi non professionisti, a frontman dei Deep Purple, grazie ad un annuncio sul Melody Maker; non avrebbe mai immaginato che quel nastro consegnato alla segretaria di uno studio di produzione, registrato approssimativamente, in cui cantava brani dei The Beatles ed altre vecchie cover, sarebbe stato il "pass" per diventare uno dei cantanti hard rock più popolari al mondo.
La band impressionata dalla sua straordinaria timbrica blues lo arruolò immediatamente per sostituire Ian Gillan, affiancato dalla seconda voce del nuovo bassista Glenn Hughes. Il management, inevitabilmente attento all'immagine del frontman del gruppo, impose allora al cantante una dieta draconiana e un intervento volto a correggere il lieve strabismo da cui era affetto.
Con i Deep Purple inciderà tre album in studio: Burn e Stormbringer con il Mark III, Come Taste the Band con il Mark IV, contribuendo ad alcuni dei brani più famosi del gruppo, come Burn o Mistreated, partecipando a numerosi tour mondiali da cui scaturiranno una lunga serie di registrazioni video e dischi dal vivo, come Made in Europe o This Time Around: Live in Tokyo, e a produzioni del catalogo Purple Records come il live album Windows di Jon Lord ed Eberhard Schoeber, o il disco The Butterfly Ball and the Grasshopper's Feast di Roger Glover.

### Solista (1976-1978)
Dopo lo scioglimento dei Deep Purple (al cui management resterà legato) Coverdale scelse di autoesiliarsi in Germania per motivi fiscali. Il suo ritorno in studio di registrazione avverrà sul finire dell'anno su iniziativa di Eddie Hardin, riuscito a coinvolgere lui, Hughes, Lord e Roger Glover nella realizzazione del suo Wizard's Convention. Coverdale vi interpreterà il pezzo 'Money to Burn'.
Nel febbraio del 1977 pubblica il suo primo album solista intitolato White Snake, avvalendosi soprattutto della collaborazione del chitarrista Micky Moody e della produzione di Roger Glover. Il disco, stilisticamente dispersivo, fu commercialmente un fallimento, ma ebbe il merito storico di suggerire a Coverdale il suo alias contrattuale nonché il nome della sua futura band.
Nel 1978 Coverdale registra un secondo album Northwinds, per quindi organizzare una touring band che si evolverà ben presto nella prima incarnazione di un gruppo tra i più celebri della scena hard rock: i Whitesnake, gruppo in cui militeranno, nel corso di 40 anni della sua storia, numerosi musicisti tra i più virtuosi e noti del genere.

### Whitesnake (1978-1991)

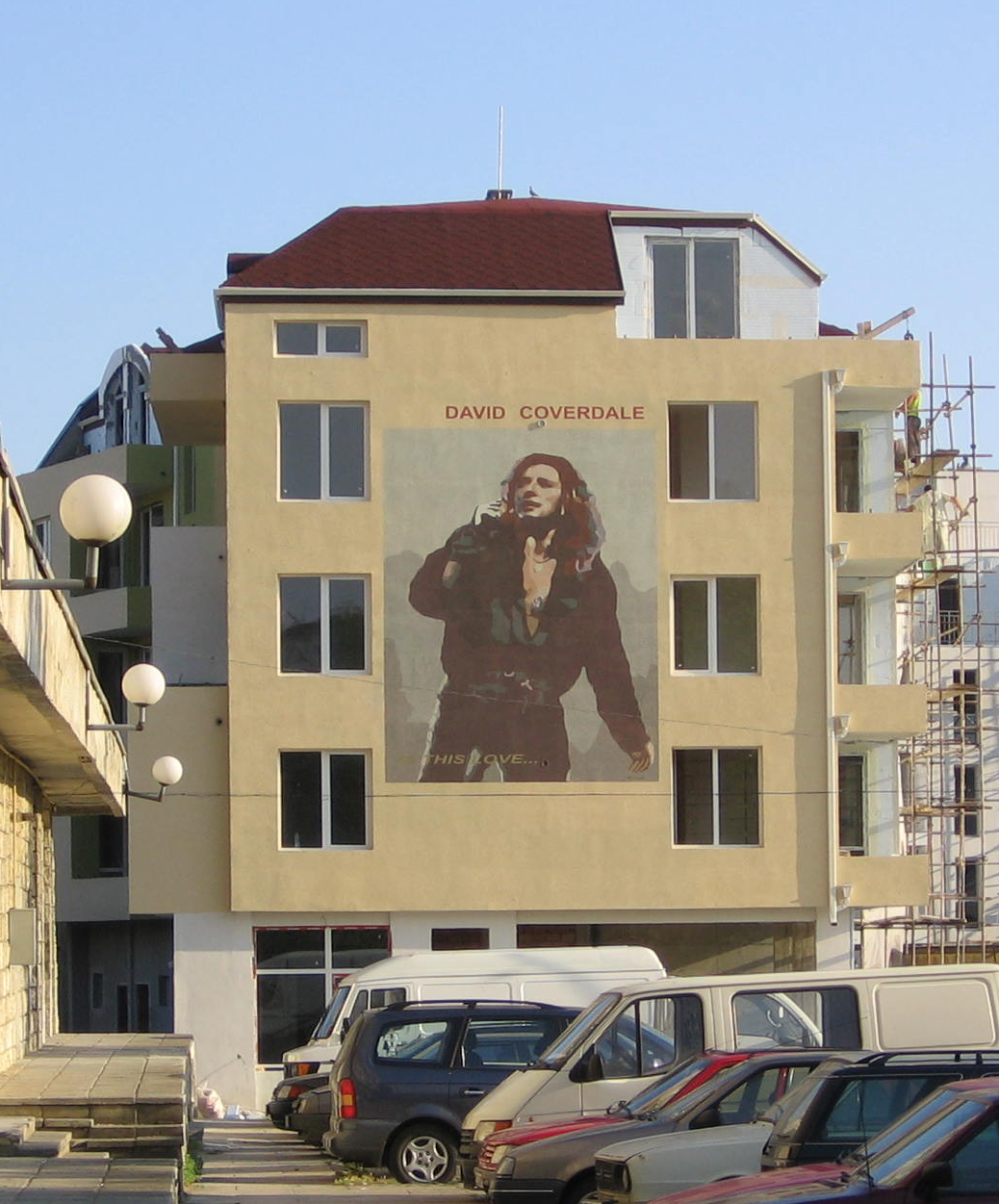
Un murale di David Coverdale a Kavarna (Bulgaria)

Il progetto nacque originariamente come band di supporto a Coverdale durante il tour promozionale del suo debutto solista, ma questa si evolse ben presso in una formazione stabile (i chitarristi Micky Moody e Bernie Marsden, e il bassista Neil Murray), a dispetto del contratto discografico rimasto intestato al solo David. Nei primi mesi del 1978, la band pubblicò l'EP Snakebite che anticipò l'uscita del primo album Trouble, la cui pubblicazione fu fatta slittare per consentire al sopraggiunto membro del gruppo, l'ex Deep Purple Jon Lord, di riregistrare le parti di organo e tastiera. Poco prima della pubblicazione dell'album successivo, Lovehunter (registrato con Dave Dowle ancora in formazione), la band sarà integrata da un terzo ex Deep Purple, il batterista Ian Paice. Sempre del 1979 l'album And About Time Too del suo chitarrista Bernie Marsden, cui Coverdale contribuisce con la composizione di quattro brani e con la partecipazione a eventi promozionali. La band ottenne quindi il suo primo vero successo con l'album Ready an' Willing nel 1980, contenente il fortunato singolo Fool for Your Loving. L'anno successivo viene pubblicato l'album Come an' Get It (#2 nelle classifiche britanniche) in cui si alternano sonorità rock/blues ad altre più vicine all'hard rock. Al crescente interesse europeo e giapponese farà però da contraltare l'indifferenza del mercato statunitense.
Sul finire dell'anno, insoddisfatto del management e dei vincoli imposti dall'etichetta discografica, distratto da problemi famigliari (crisi matrimoniale e grave meningite della figlia Jessica) e irritato dall'indisponibilità del suo storico produttore Martin Birch e dall'atteggiamento dei membri del gruppo (che pretendevano una posizione contrattuale più paritaria e una ripartizione degli utili più equa), Coverdale interrompe la lavorazione dell'album successivo, Saints & Sinners e scioglie di fatto la band. In questo periodo Coverdale sarà così contattato dai Black Sabbath per prendere il posto del dimissionario Ronnie James Dio, e dagli Uriah Heep, allora in fase di rifondazione. Ottenuto l'agognata promessa di svincolo dal vecchio management, il cantante opta invece per riavviare il progetto Whitesnake portando finalmente a termine - con Birch e la nuova recluta Mel Galley - la lavorazione di Saints & Sinners (1982).
Con una line-up rinnovata e testata in occasione di Octopuss (terzo album solista del batterista Cozy Powell cui Coverdale contribuisce con la composizione del brano The Rattler), nel 1984 la band pubblica Slide It In, album con cui comincia a farsi conoscere anche presso il mercato americano, complici l'ottimo lavoro dello storico A&R John Kalodner e il nuovo mixaggio (preceduto da parziale riregistrazione delle parti di basso e chitarra) realizzato in occasione della pubblicazione statunitense. Con una formazione nuovamente rimaneggiata, i Whitesnake si investirono allora nella composizione di quello che nelle intenzioni di Coverdale e Kalodner avrebbe dovuto essere l'album della definitiva consacrazione oltreoceano. La lavorazione dovette però interrompersi quando il cantante si scoprì affetto da una grave forma di rinosinusite. Il problema, di gravità tale da porre in pericolo il futuro professionale di Coverdale, fu infine risolto con un delicato intervento chirurgico che impose ulteriori mesi di convalescenza. 
Dopo oltre un anno dall'inizio delle sessions, nel 1987 vide luce l'omonimo Whitesnake, che conseguì tutti gli obiettivi prefissati grazie a singoli come Here I Go Again o Is This Love e a un'attenta strategia videopromozionale. I Whitesnake divennero stelle di prima grandezza del movimento hair metal di fine anni ottanta. Nel 1989 un'ennesima incarnazione della band pubblicò Slip of the Tongue, album cui seguì il tour mondiale più lungo nella carriera del gruppo.
Nel 1990 Coverdale compose il brano The Last Note of Freedom per la colonna sonora del film Giorni di tuono di Tony Scott.
Il 26 settembre 1990, dopo l'ultimo spettacolo del tour di Slip of the Tongue, David Coverdale annunciò un po' a sorpresa lo scioglimento del gruppo. Il cantante prese la decisione in quanto stremato dalle pressioni dell'industria discografica e dai ritmi estenuanti dei tour.

### Coverdale e Page (1991-1994)
Nella primavera del 1991 Kalodner pianifica una collaborazione tra Coverdale e l'ex chitarrista dei Led Zeppelin Jimmy Page. La coppia avvia così il progetto Coverdale•Page, che produrrà un album nel marzo 1993. A dispetto di vendite decorose e recensioni sostanzialmente favorevoli, il successivo tour conterà soltanto una manciata di date in terra giapponese. I promoter statunitensi, distratti dall'esplosione del fenomeno grunge, avevano infatti manifestato pochissimo interesse per il duo, che scelse di dichiarare concluso l'esperimento.

### Reunion degli Whitesnake (1994-presente)

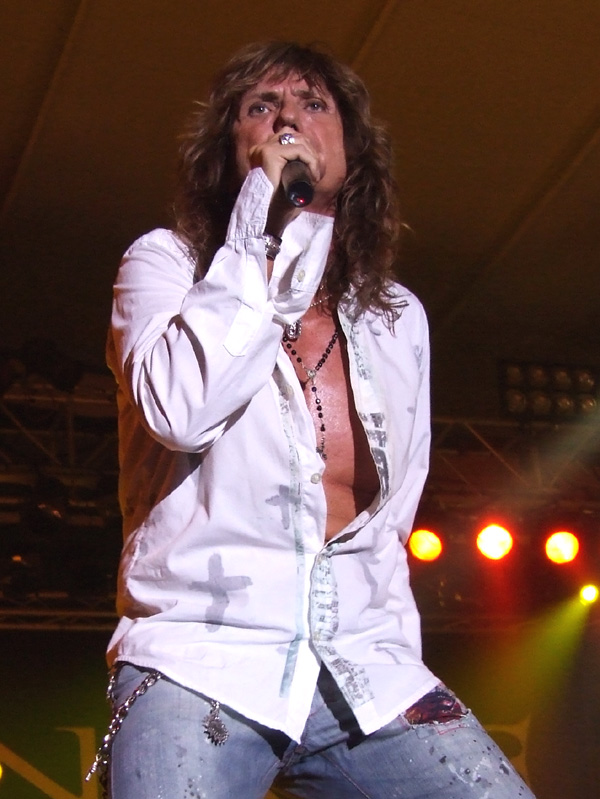
David Coverdale nel 2006

Nel 1994 Coverdale riunì gli Whitesnake con una formazione rimaneggiata per una serie di concerti seguente alla pubblicazione della raccolta Whitesnake's Greatest Hits. La band decise di prendersi una nuova pausa alla fine del tour. Nel 1997 il cantante ritornò per pubblicare Restless Heart, originariamente pensato come disco solista di Coverdale, ma accreditato a nome "David Coverdale & Whitesnake" per scelta della casa discografica. Verso la fine dell'anno Coverdale registrò il live acustico Starkers in Tokyo insieme al chitarrista Adrian Vandenberg.
Nel 2000 il cantante diede alle stampe il suo terzo album da solista, Into the Light, il primo registrato senza gli Whitesnake dopo 22 anni.
Nel dicembre 2002 riassemblò gli Whitesnake con una nuova formazione, comprendente Tommy Aldridge alla batteria, Marco Mendoza al basso, Doug Aldrich e Reb Beach alla chitarre, e il tastierista Timothy Drury. Il 20 ottobre 2004 registrarono il DVD Live... In the Still of the Night all'Hammersmith Apollo di Londra, mentre nel 2006 pubblicarono il doppio album dal vivo Live... In the Shadow of the Blues, contenente quattro brani inediti scritti da Coverdale e Aldrich.
Nel 2008 la band pubblicò il suo primo album in studio dopo oltre 10 anni, intitolato Good to Be Bad. Seguì l'ennesimo lungo tour in giro per il mondo. L'11 agosto 2009, mentre gli Whitesnake si stavano esibendo al Red Rocks Amphitheatre di Morrison (Colorado), Coverdale accusò alcuni dolori alle corde vocali. Dopo aver consultato uno specialista, il cantante scoprì di avere un pesante edema e una lesione vascolare che interessava le corde vocali della parte sinistra. Gli Whitesnake si trovarono costretti ad annullare il tour in programma con i Judas Priest.
Il cantante si ristabilì nel febbraio 2010, permettendo alla band di poter ritornare in studio per registrare un nuovo album, pubblicato con il titolo Forevermore nel marzo 2011.
Nel maggio 2015 gli Whitesnake pubblicano The Purple Album, un disco composto da rifacimenti di brani dei Deep Purple risalenti al periodo in cui David Coverdale era il cantante della band.
Nel 2016, in occasione del suo ingresso nella Rock and Roll Hall of Fame, dichiara di aver cominciato a pensare al ritiro per l'anno successivo. Nel 2018 rivela di avere entrambe le ginocchia sostituite con del titanio, per via di una grave forma di artrite degenerativa di cui aveva sofferto l'anno precedente. Dopo questo stop forzato è previsto il ritorno sulle scene degli Whitesnake con un nuovo album e tour mondiale nel 2019.

## Vita privata
Il primo matrimonio di Coverdale è stato con la tedesca Julia Borkowski nel 1974. I due hanno avuto una figlia di nome Jessica nata nel 1978. Coverdale si è sposato una seconda volta con la modella e attrice Tawny Kitaen il 17 febbraio 1989, prima del loro divorzio avvenuto nell'aprile del 1991. La Kitaen può essere ammirata per la sua provocante interpretazione nei video musicali degli Whitesnake, ad esempio in Here I Go Again, Is This Love e Still of the Night. Dal 1997, Coverdale vive con la sua terza moglie Cindy, una rinomata scrittrice (ha scritto The Food That Rocks). La coppia ha un figlio di nome Jasper.
Il 1º marzo 2007 Coverdale è diventato un cittadino degli Stati Uniti, con una cerimonia a Reno (Nevada), dove ha vissuto per oltre 20 anni.
Nel 2012 è stato il soggetto del film Discoverdale, la cui trama ruotava attorno alla figura del cantante di una rock band fittizia che parte alla ricerca di quello che è convinto essere il suo reale padre, ovvero il leggendario David Coverdale.

## Discografia

### Solista
- White Snake (1977)
- Northwinds (1978)
- Into the Light (2000)

### Con i Deep Purple
Studio
- Burn (1974)
- Stormbringer (1974)
- Come Taste the Band (1975)
- Days May Come And Days May Go (The California Rehearsals - June 1975) (2000)
- 1420 Beachwood Drive (The California Rehearsals Pt 2) (2000)

Live
- Made in Europe (1976)
- Last Concert in Japan (1977)
- Live in London (1982)
- On the Wings of a Russian Foxbat (1995)
- California Jamming (1996)
- MK III: The Final Concerts (1996)
- This Time Around: Live in Tokyo (2001)
- Live In Paris 1975 (2003)
- Perks and Tit (2003)
- Live in Graz 1975 (2014)

### Con gli Whitesnake
- Snakebite (EP, 1978)
- Trouble (1978)
- Lovehunter (1979)
- Live at Hammersmith (1980 - mercato giapponese)
- Ready an' Willing (1980)
- Live...In the Heart of the City (1980)
- Come an' Get It (1981)
- Saints & Sinners (1982)
- Slide It In (1984)
- Whitesnake (1987)
- Slip of the Tongue (1989)
- Restless Heart (1997)
- Starkers in Tokyo (1997)
- Live... In the Shadow of the Blues (2006)
- Good to Be Bad (2008)
- Forevermore (2011)
- Live at Donington 1990 (2011)
- Made in Japan (2013)
- Made in Britain/The World Record (2013)
- Live in '84 - Back to the Bone (2014)
- The Purple Album (2015)
- Unzipped (2018)
- The Purple Tour (2018)
- Flesh & Blood (2019)

### Altri album
- Coverdale•Page (1993)

### Colonne sonore
- Giorni di tuono (1990)

### Partecipazioni
- Roger Glover – The Butterfly Ball and the Grasshopper's Feast (1974)
- Jon Lord – Windows (1974)
- Eddie Hardin – Wizard's Convention (1976)
- Bernie Marsden – And About Time Too (1979) - compositore
- Cozy Powell – Octopuss (1983) - compositore
- Steve Vai – Passion and Warfare (1990)
- Adrian Vandenberg – MoonKings (2014)
- Bernie Marsden – Shine (2014)
- Phil Collen's Delta Deep – Delta Deep (2015)